# NN-99
La carretera NN‑99 es una vía colectora secundaria que discurre en el departamento de Chontales. Esta carretera conecta la comunidad El Dorado con el centro urbano de Villa Sandino, integrando áreas rurales a la red principal.

## Trazado y cruces
| km   | Localidad / Punto  | Departamento | Conexión / Ruta |
| ---- | ------------------ | ------------ | --------------- |
| 0,0  | El Dorado          | Chontales    | Camino rural    |
| 6,3  | Comunidad La Unión | Chontales    |                 |
| 12,9 | Villa Sandino      | Chontales    | NIC 71 , NN 98  |

## Coordenadas
Uno de los tramos de la NN‑99 puede ser encontrado en las coordenadas: 12°06′04″N 84°46′43″O / 12.1012, -84.7787